# Distrito de Kanoashi
El distrito de Kanoashi (鹿足郡 Kanoashi-gun?) es un distrito localizado en la prefectura de Shimane, Japón. En junio de 2019 tenía una población estimada de 13.209 habitantes y una densidad de población de 20,5 personas por km². Su área total es de 643,53 km².

## Localidades
- Tsuwano
- Yoshika